# Főideálgyűrű
A matematikában, azon belül a gyűrűelméletben a főideálgyűrű olyan integritási tartomány, amelyben minden ideál főideál, azaz egyetlen elem generálja. A főideálgyűrű kifejezést az angol principal ideal domain elnevezés alapján gyakran PID-nek rövidítik.
Bizonyos szövegekben főideálgyűrű alatt olyan gyűrűt (és nem feltétlenül integritási tartományt) értenek, amiben minden ideál főideál. Ebben az esetben az angol principal ideal ring alapján a PIR rövidítés használatos. Ebben a szócikkben főideálgyűrűk alatt mindig integritási tartományt értünk.
A főideálgyűrűk az egész számok közeli általánosításai: igaz bennük a számelmélet alaptétele és bármely két elemnek van legnagyobb közös osztója, habár azt nem feltétlenül lehet euklideszi algoritmussal előállítani. (Az olyan gyűrűt, amikben az euklideszi algoritmus működik, euklideszi gyűrűnek nevezzük; minden euklideszi gyűrű főideálgyűrű.)

## Példák
- Bármely {\displaystyle K} test.
- A {\displaystyle K[X]} polinomgyűrű, ahol {\displaystyle K} test. A megfordítás is igaz: ha {\displaystyle A[X]} PID, akkor {\displaystyle A} test.
- Az egész számok {\displaystyle \mathbb {Z} } gyűrűje.
- A Gauss-egészek {\displaystyle \mathbb {Z} [i]} gyűrűje.
- Az Eisenstein-egészek {\displaystyle \mathbb {Z} [\omega ]} gyűrűje, ahol {\displaystyle \omega } primitív harmadik egységgyök.
- Bármely diszkrét értékelésgyűrű, például a p-adikus egészek {\displaystyle \mathbb {Z} _{p}} gyűrűje.

Nem főideálgyűrűk a következők:
- A {\displaystyle \mathbb {Z} [X]} polinomgyűrűben a {\displaystyle (2,X)} ideál nem generálható egyetlen elemmel.
- A {\displaystyle K[X,Y]} polinomgyűrű ({\displaystyle K} test): az {\displaystyle (X,Y)} ideál nem generálható egyetlen elemmel.

## Tulajdonságok
- Ha {\displaystyle R} PID és {\displaystyle a,b\in R}, akkor a legnagyobb közös osztójuk az {\displaystyle (a,b)} ideál generátorelemeként kapható meg.
- Minden alaptételes gyűrű (UFD) főideálgyűrű, de a megfordítás nem igaz: {\displaystyle K[X,Y]} UFD, de nem PID.
- Minden főideálgyűrű Dedekind-gyűrű, ugyanis Noether-tulajdonságú, minden nemnulla prímideál maximális (ennek megfordítása általánosan is igaz) és egészre zárt.
- Egy integritási tartomány akkor és csak akkor PID, ha minden prímideál főideál.
- A főideálgyűrűk pontosan az alaptételes Dedekind-gyűrűk.

## Fordítás
- Ez a szócikk részben vagy egészben  a   Principal ideal domain című angol Wikipédia-szócikk ezen változatának fordításán alapul.  Az eredeti cikk szerkesztőit annak laptörténete sorolja fel. Ez a jelzés csupán a megfogalmazás eredetét és a szerzői jogokat jelzi, nem szolgál a cikkben szereplő információk forrásmegjelöléseként.